# Nobody's Fool (1994)
Nobody's Fool is een Amerikaanse dramafilm uit 1994 onder regie van Robert Benton.

## Verhaal
Sully staat op het punt om met pensioen te gaan. Hij werkt stiekem bij Carl en flirt er met diens jongere vrouw Toby. Wanneer Sully's vergeten zoon weer opduikt, krijgt hij er onvoorziene verantwoordelijkheden bij.

## Rolverdeling
| Acteur                 | Personage         |
| ---------------------- | ----------------- |
| Paul Newman            | Sully             |
| Jessica Tandy          | Juffrouw Beryl    |
| Bruce Willis           | Carl Roebuck      |
| Melanie Griffith       | Toby Roebuck      |
| Dylan Walsh            | Peter             |
| Pruitt Taylor Vince    | Rub Squeers       |
| Gene Saks              | Wirf              |
| Josef Sommer           | Clive Peoples jr. |
| Philip Seymour Hoffman | Agent Raymer      |
| Philip Bosco           | Rechter Flatt     |
| Catherine Dent         | Charlotte         |
| Alexander Goodwin      | Will              |
| Carl J. Matusovich     | Wacker            |
| Jay Patterson          | Jocko             |
| Jerry Mayer            | Ollie Quinn       |